# Спарбое, Кирсти
Кирсти Спарбое (норв. Kirsti Sparboe; род. 7 декабря 1946 в Тромсё) — норвежская певица и актриса. Большая часть её музыкальной карьеры была связана с популярным конкурсом песни Евровидение, в котором она трижды принимала участие, хотя и не особо удачно.

## Карьера

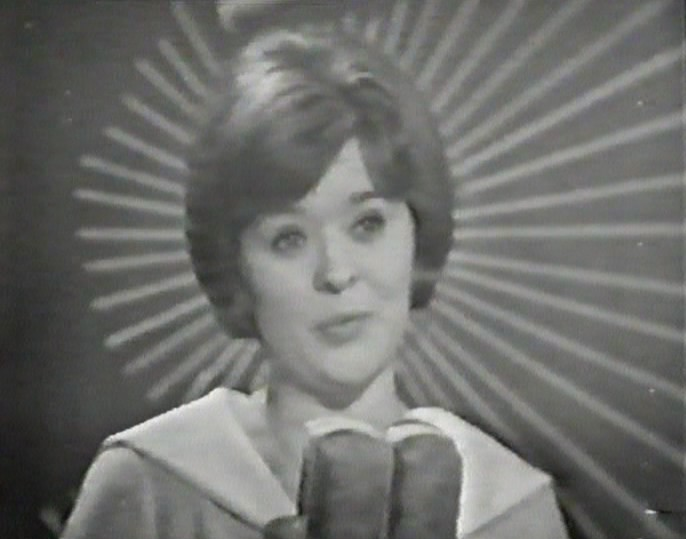
Кирсти Спарбое на Евровидении-1965

Кирсти впервые участвовала на Евровидении в 1965, когда ей было 18 лет. Песня «Karusell», которую она исполнила, финишировала только 13 (предпоследняя позиция).
В 1966 певица снова участвует в норвежском отборочном конкурсе на Евровидение («Melodi Grand Prix»), но занимает на нём только второе место. Однако в следующем году она снова участвует на Евровидении с песней «Dukkemann», и занимает 14 место (из 17 возможных). На конкурсе певица получила 2 очка, разделив предпоследнее место с участниками из двух других стран; худший результат был только у участника от Швейцарии, не получившего ни одного балла.
В 1968 Кирсти снова принимает участие на национальном отборочном конкурсе, но дисквалифицируется из-за того, что на конкурсе ею был исполнен кавер на популярную в то время песню Клиффа Ричарда «Summer Holiday». В следующем году она побеждает на отборе с песней «Oj, oj, oj, så glad jeg skal bli», но на Евровидении 1969 года получает только 1 балл и занимает последнее место.
Поскольку Норвегия отказалась участвовать в 1970 на Евровидении из-за плохих результатов у конкурсантов этой страны, Кирсти Спарбое участвует в национальном отборочном конкурсе в Германии, с песней «Pierre Der Clochard», но занимает лишь четвёртое место.
В 1980 певица становится ведущей юмористического шоу на канале BBC «Jon, Brian, Kirsti and Jon». В дальнейшем исполнительница успешно продолжает свою музыкальную карьеру в Германии, а через некоторое время её песня «Ein Student Aus Uppsala» (в оригинале записанная на немецком) становится неофициальным гимном Университета г. Упсалы в Швеции.